# Елизаветинское сельское поселение (Омская область)
Елизаветинское се́льское поселе́ние — муниципальное образование в Черлакском районе Омской области Российской Федерации.
Административный центр — село Елизаветинка.

## История
Статус и границы сельского поселения установлены Законом Омской области от 30 июля 2004 года № 548-ОЗ «О границах и статусе муниципальных образований Омской области»

## Население
| 2010  | 2011  | 2012  | 2013  | 2014  | 2015  | 2016  |
| ----- | ----- | ----- | ----- | ----- | ----- | ----- |
| 2286  | ↘2277 | ↘2197 | ↘2190 | ↘2157 | ↗2179 | ↘2172 |
| 2017  | 2018  | 2019  | 2020  | 2021  | 2023  |       |
| ↗2200 | ↘2173 | ↘2164 | ↘2134 | ↘1566 | ↘1519 |       |

Гендерный состав
По данным Всероссийской переписи населения 2010 года в гендерной структуре населения из 	2286 человек мужчин — 	1088, женщин — 1198 (47,6 и 52,4 % соответственно).

## Состав сельского поселения
| № | Населённый пункт | Тип населённого пункта       | Население |
| - | ---------------- | ---------------------------- | --------- |
| 1 | Гринск           | деревня                      | 359       |
| 2 | Елизаветинка     | село, административный центр | 1399      |
| 3 | Пробуждение      | деревня                      | 194       |
| 4 | Путь Ленина      | деревня                      | 334       |